# For Good
For Good è una canzone del musical Wicked di Stephen Schwartz.
Fu interpretata originariamente a Broadway da Idina Menzel e Kristin Chenoweth.
Altre versioni particolarmente apprezzate sono quelle di Rachel Tucker e Louise Dearman e Eden Espinosa e Kendra Kassebaum.

## Nel musical
La canzone si trova alla fine del secondo atto del musical, ed è un duetto tra le due protagoniste. In questa canzone Elphaba, il cui castello è stato preso d'assedio dagli abitanti di Oz, dice addio a Glinda, sua amica dell'università, e le consegna il Grimmerie, il grande libro della magia che, tempo prima, aveva sottratto al Mago di Oz.
Alla fine della canzone Glinda fugge, mentre Elphaba, la malvagia Strega dell'Ovest, si scioglie a causa di un secchio d'acqua gettatole addosso da Dorothy Gale.
Si scopre, in seguito, che tutto questo era un piano congegnato in precedenza e, quando la folla lascia il castello, Elphaba, aiutata da Fyiero (trasformato nello spaventapasseri) , esce da una botola insieme. I due, finalmente, fuggono via, per poter vivere una vita insieme lontano da Oz.
È una delle canzoni più famose del musical e viene brevemente ripresa nel Finale dello show.

## Le parole
Le parole della canzone sono su come l'amicizia tra Elphaba e Glinda sia cambiata nel corso del tempo. Inoltre Elphaba chiede all'amica di perdonarla per tutte le cose malvagie che ha compiuto, mentre Glinda si scusa a sua volta.
Stephen Schwartz ha detto in un'intervista che, prima di scrivere questa canzone, ha chiesto alla figlia che cosa avrebbe detto alla sua miglior amica se non avesse potuto più rivederla, e la bambina gli ha risposto “For Good”.
“For Good” ha questo doppio significato in inglese: la traduzione letteraria è “per il bene”, mentre è presente anche come espressione idiomatica che significa “Per sempre”.

## Altre versioni
- Kristin Chenoweth (la prima Glinda a Broadway), cantò una versione della canzone a una sola voce, in occasione del funerale di John Spencer, che aveva recitato con lei in “West Wing - Tutti gli uomini del Presidente”.
- LeAnn Rimes e Delta Goodrem hanno inciso una propria versione della canzone in occasione del quinto anniversario del musical.
- Lea Salonga e Jennifer Paz, che hanno entrambe recitato nel musical Miss Saigon nel ruolo di Kim, hanno inciso una versione del duetto che comprende qualche strofa anche della canzone Defying Gravity.
- La canzone fu cantata da tutto il cast australiano del musical il 13 ottobre 2008 in memoria del defunto Rob Guest, che interpretava il Mago in quella produzione.
- Lea Michele e Chris Colfer hanno inciso una nuova versione del brano per la serie televisiva Glee.